# Shirley Yeung
Shirley Yeung Sze-ki (n. 7 de agosto de 1978 en Jiaoling, Meizhou, Guangdong, China), es una actriz, cantante y modelo hongkonesa. Anteriormente tuvo un contrato firmado con la red televisiva de TVB.

## Carrera
Ella fue ganadora de un concurso de belleza de Miss Hong Kong en el 2001. Siendo una de las participantes favoritas por el jurado y los espectadores durante la competición. Ella ganó seis premios y actualmente tiene un récord de mayor cantidad de premios obtenidos, bajo el título de Miss HK. Shirley Yeung, por su participación en Miss China Internacional del 2002, donde se posesionó en el Top 5.

## Vida personal
Shirley se reunió con Gregory Lee en el 2002, en un set de un programa de televisión llamado "Blade Heart". Salieron hasta el 2011, cuando Shirley anunció su separación durante un acto público. 
Shirley tiene una hija llamada Krystal, que sólo lleva su propio apellido, Yeung. En medio de los rumores que implicaron sus relaciones sentimentales con Gregory Lee y Andy Ng, ella se ha negado repetidamente tras divulgar la identidad del padre de su hija.

## Educación
Estudió en las siguientes escuelas:
- Maryknoll Fathers' School
- Hong Kong Institute of Education

## Filmografía

### TV series
| Año  | Título                                 | Personaje                                                                                                  |
| ---- | -------------------------------------- | --- |
| 2003 | The Threat of Love 2 LovingYou我愛你2  | BiBi/Shum Wing/Fun Judy/Siu Hung/Amy Cheung Lok-Sze/Yip Wing-Yan 沈穎、芬、Judy、小紅、Amy、張樂詩、葉穎恩 |
| 2003 | In the Realm of Fancy 繾綣仙凡間       | Pui Chui-Wan 裴翠雲                                                                                        |
| 2003 | Life Begins at Forty 花樣中年          | Yuen Siu-Mui 阮小梅                                                                                        |
| 2003 | Find the Light 英雄·刀·少年            | Princess Cheuk-Lan 卓蘭格格                                                                                |
| 2004 | Blade Heart 血薦軒轅                   | Wong Yee 王怡                                                                                              |
| 2004 | Angels of Mission 無名天使3D           | Bowie Tong Bo-Yee 唐寶兒                                                                                   |
| 2004 | Shine on you 青出於藍                  | Wing Lam Wing-Yan 林穎恩                                                                                   |
| 2005 | Hidden Treasures 翻新大少              | Karen Pang Ka-Yan 彭家恩                                                                                   |
| 2005 | My Family 甜孫爺爺                     | Miki Mo Sze-Ting 毛思婷                                                                                    |
| 2005 | Always Ready 隨時候命                  | Nikki Chow Siu-Kuen 周小娟                                                                                 |
| 2005 | Bizarre Files 奇幻潮                   | Time Wizard 時間精靈                                                                                       |
| 2006 | The Bitter Bitten 人生馬戲團           | Joey Chik Ho-Yee 席可兒                                                                                    |
| 2006 | Au Revoir Shanghai 上海傳奇            | Nip Man-Wah 聶曼華                                                                                         |
| 2006 | The Price of Greed 千謊百記            | Yan Yuet-Mui 殷悅妹                                                                                        |
| 2007 | The Brink of Law 突圍行動              | Kelly Sung Ka-Yee 宋嘉兒                                                                                   |
| 2007 | Devil's Disciples 強劍                 | Szeto Sui-Ling 司徒水靈                                                                                    |
| 2007 | A Change of Destiny 天機算             | Fok Yee-Na/Lee Chor-Kwan 霍伊娜/李楚君                                                                     |
| 2007 | ICAC Investigators 2007 廉政行動2007   | Rachel Kong Ka-Yue 江嘉裕                                                                                  |
| 2008 | The Silver Chamber of Sorrows 銀樓金粉 | Chao-Kuk 秋菊                                                                                              |
| 2008 | Forensic Heroes II 法證先鋒II          | Sharon Kwok Hiu-Lam 郭曉琳                                                                                 |
| 2008 | Moonlight Resonance 溏心風暴之家好月圓 | Chung Siu-Ho(young) 鍾笑荷                                                                                 |
| 2008 | Pages of Treasures Click入黃金屋       | Abbie Lui Yuen-Yee 雷婉儀                                                                                  |
| 2009 | A Chip Off the Old Block 巴不得爸爸    | Ching Lan-Fan 程蘭芬                                                                                       |
| 2010 | A Fistful of Stances 鐵馬尋橋          | Ku Man-Kuen 顧文娟                                                                                         |
| 2010 | The Comeback Clan 翻叮一族             | Justina Lei Yung-Shan 利蓉珊                                                                               |
| 2014 | ICAC Investigators 2014 廉政行動2014   | Jo Jo Yeung                                                                                                |
| 2014 | All That Is Bitter Is Sweet 大藥坊     | Fung Yuk-Kan 馮玉琴                                                                                        |

## Películas
- Kung Fung Mahjong 3 (2007)
- Black Comedy (2014)
- The Bat Night (2014)

## TV Hosts
| Año  | Título                   | Co-host                                       |
| ---- | ------------------------ | --------------------------------------------- |
| 2008 | Tips For Home Decoration | Chin Kar-lok                                  |
| 2008 | Living Up                | Maggie Cheung Ho-Yee, Suki Chui, Candy Cheung |
| 2010 | Go! EXPO                 | Liu Xuan, Lily Ho                             |
| 2011 | Travelling With Koyo     | Alan Wan, Ria Tong                            |
| 2011 | Where Feng Meets Shui    | Tracy Ip                                      |

## Discografía
- The Bitter Bitten theme-song. - "Only Need You" (只需與你)